# Kokkola
 For alternative betydninger, se Karleby. (Se også artikler, som begynder med Karleby)
Kokkola (svensk: Karleby, Gamlakarleby indtil 1977) er hovedby både i kommunen og i landskabet Mellersta Österbotten i det vestlige Finland.
Administrativt hører kommunen og landskabet under Vest og Indre Finlands regionsforvaltning. I 2011 havde Karleby kommune lidt over 46.000 indbyggere.
Karleby er en tosproget kommune med finsk: (~84%) som flertalssprog og svensk (~14%) som mindretalssprog. En stor andel af de svensktalende bor i den tidligere skærgårdskommune Öja og i den tidligere landkommune Karleby/Gamlakarleby.